# Malthusiánství
Malthusiánství neboli malthusianismus (psáno též malthuziánství, malthuzianismus, malthuzianizmus) je směr v demografii, ekonomii a sociologii iniciovaný anglickým ekonomem a pastorem, reverendem Thomasem Robertem Malthusem. Původ má v Malthusově populační teorii z 18. století. V té Malthus analyzuje, jaké faktory mají v přírodě vliv na početnost populace a následně aplikuje svou teorii i na budoucnost lidské evoluce.
Malthus ve své teorii stanovuje, že pokud se zlepšují možnosti využívání zdrojů prostředí a jiné faktory přitom populaci nelimitují (viz Soubojová kompetice), populační hustota i populace bude stoupat. Nicméně Malthus předpokládal, že exponenciální nárůst obyvatelstva bude v každé populaci neúnosný, takže druh samotný bude strádat.

## Teorie
V duchu biologismu vychází malthusiánství z předpokladu, že základními faktory společenského života jsou biologická potřeba jíst a pohlavní vášeň, které jsou silnější než schopnost lidí opatřovat si potravu. Z toho vyplývá zaostávání výroby potravin za populačním přírůstkem, které Malthus chápal jako univerzální zákon podpořený četnými statistickými údaji. Působení tohoto jevu dle Malthuse znemožňuje podstatné zdokonalení společnosti. K absolutnímu přelidnění a hromadné smrti hladem nedochází jen díky překážkám zvyšujícím úmrtnost nebo snižujícím porodnost, jako jsou nemoci, války a ostatní pohromy, které Malthus považuje za v zásadě pozitivní.

## Praxe
Malthus sám již vycházel ze soudobého pozorování, kdy po průmyslové revoluci docházelo v rozvinutých zemích k prudkému nárůstu populace. Malthusovy predikce se do dneška vyplnily do té míry, že populace stále stoupá, přestože v Západním světě je nebiologickými faktory jako individualizace regulována. Je známým faktem, že ve vzájemně propojeném (globalizovaném) světě se snáze šíří viry (zejména rostlin a zvířat) a nemoci a tento efekt stál za epidemiemi mezi původními Američany v Novém světě a je to patrně jeden z důvodů, proč se ve středověku začal šířit mor nebo tyfus[nepřesný odkaz].

## Kritika
Malthus se stal velice kontroverzní postavou už ve své době. Sám Charles Darwin ho hodnotil jako „velkého filozofa“. Lenin a Engels Malthusovu teorii odmítli, Lenin tvrdil například, že jde o snahu buržoazních ideologů obhájit kapitalismus. Později se stal malthusianismus jedním z impulsů pro první eugenické myslitele. Mnoho kritiků Malthusovy teorie se domnívá, že malthusiánství lze dnes považovat v podstatě za zdiskreditované, protože v moderní době došlo k výraznému zvýšení zemědělských výnosů a zároveň k postupnému snižování porodnosti.
Ještě v 60. letech 20. století (v době, kdy populační přírůstek vrcholil) na malthusiánství navázal Paul R. Ehrlich svou populární knihou Populační bomba. Jeho katastrofické vize však nedošly naplnění.
Malthusiánství ovlivnilo myšlení např. H. Spencera, M. Webera, A. Webera, P. Sorokina či Ch. Darwina.